# Artéria palatina descendente
A artéria palatina descendente é uma artéria da cabeça. É um dos ramos da artéria maxilar.
Passa pelo forâmen palatino maior e recebe a denominação de artéria palatina maior.